# Pleiostachya
Pleiostachya é um género botânico pertencente à família Marantaceae.
1. ↑  «Pleiostachya — World Flora Online». www.worldfloraonline.org. Consultado em 19 de agosto de 2020